# 똥
똥(糞) 또는 변(便) 혹은 대변(大便)은 작은창자에서 소화되지 않고 큰창자의 세균에 의해 분해된 음식물의 고체 또는 반고체 잔류물이다. 똥은 세균에 의해 변형된 빌리루빈과 장 내벽의 죽은 상피세포와 같은 대사 노폐물을 비교적 소량 포함한다. 똥은 배변 중에 항문 또는 총배설강을 통해 배출된다.
똥은 농업에서 비료나 토양 개량제로 사용될 수 있다. 또한 연료로 태우거나 말려서 건축에 사용될 수도 있다. 일부 의학적 용도도 발견되었다. 인분의 경우, 대변 이식이나 대변 세균 요법이 사용된다. 오줌과 똥을 합쳐 배설물이라고 한다.
똥은 신호로서의 역할도 한다. 황조롱이는 먹이(예를 들면 흑쥐)가 싸 놓은 똥에서 나오는 자외선을 감지하여, 먹이가 숨은 장소와 개체수를 감지할 수 있다. 흑쥐가 매우 날쌔고 잘 숨는 동물임을 고려할 때, 이와 같은 환경 적응은 포식자가 먹이를 찾아내기 위해서 꼭 필요한 능력이다. 똥은 생명체가 자신을 보호하는 수단도 된다. 일부 애벌레들은 생명의 위협을 받을 경우, 포식자의 후각을 고통스럽게 하는 똥을 폭발적으로 분사한다. 똥은 영역 표시의 역할도 한다. 대다수의 누는 똥 및 향선에서 분비되는 페로몬으로 영역을 표시한다. 사람의 똥은 약 1 그램에 약 50억 마리의 세균이 있으며 이는 사람에게 많은 영향을 미친다.

## 특징

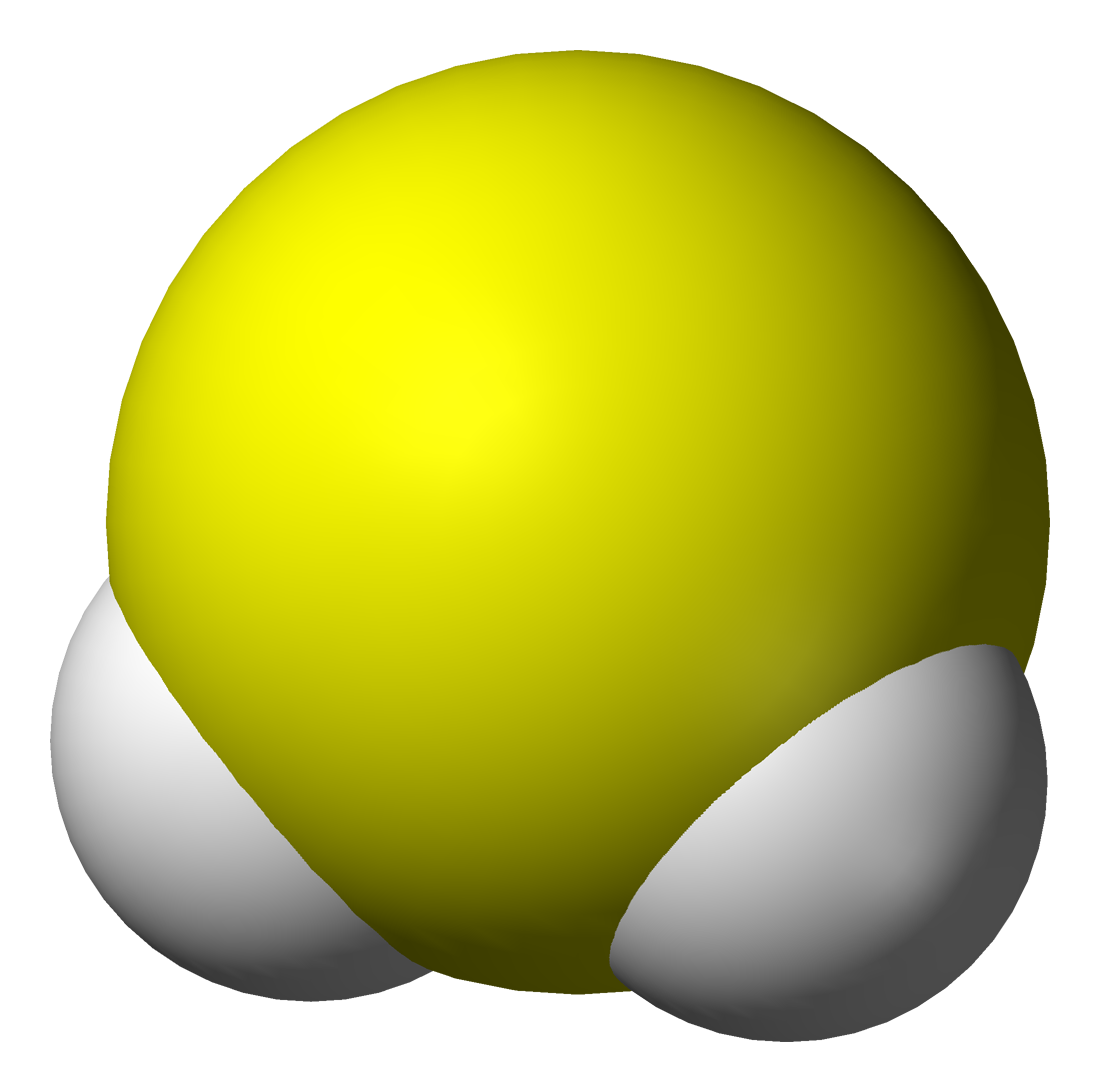
황화 수소 분자는 똥 냄새의 원인 중 하나이다.

똥의 독특한 냄새는 스카톨, 싸이올(황을 함유한 화합물)뿐만 아니라 아민과 카르복실산 때문이다. 스카톨은 인돌아세트산 경로를 통해 트립토판에서 생성된다. 탈카복실화는 스카톨을 생성한다.
똥의 불쾌한 냄새는 인간에게 억제제로 작용하여 똥을 섭취하거나 만지면 질병이나 감염을 유발할 수 있다는 가설이 제기되었다.

### 생리학
똥은 배변 중에 항문 또는 총배설강을 통해 배출된다. 이 과정은 인간의 경우 100 수은주 밀리미터 (3.9 inHg) (13.3 kPa), 펭귄의 경우 450 수은주 밀리미터 (18 inHg) (60 kPa)에 달하는 압력을 필요로 한다. 똥을 배출하는 데 필요한 힘은 근육 수축과 장 내 가스 축적을 통해 생성되며, 이는 괄약근이 압력을 완화하고 똥을 배출하도록 유도한다.

## 생태학
동물이 섭취한 물질을 소화한 후, 그 물질의 잔류물은 폐기물로 몸 밖으로 배출된다. 비록 원래 음식보다 에너지가 낮지만, 똥은 종종 원래 음식의 50%에 달하는 많은 양의 에너지를 유지할 수 있다. 이는 섭취된 모든 음식 중 상당한 양의 에너지가 생태계 분해자에게 남아 있음을 의미한다.
많은 유기체들이 세균부터 곰팡이, 똥풍뎅이와 같은 곤충에 이르기까지 똥을 먹고 사는데, 이들은 멀리서도 냄새를 감지할 수 있다. 어떤 것들은 똥만을 전문적으로 먹고, 어떤 것들은 다른 음식도 먹는다. 똥은 기본적인 먹이뿐만 아니라 일부 동물들의 일반적인 식단을 보충하는 역할도 한다. 이 과정은 식분증이라고 알려져 있으며, 어린 코끼리가 어미의 똥을 먹어 필수 장내 미생물을 얻거나 개, 토끼, 원숭이와 같은 다른 동물들이 똥을 먹는 것과 같이 다양한 동물 종에서 발생한다.
자외선을 반사하는 똥과 오줌은 황조롱이와 같은 맹금류에게 중요하다. 황조롱이는 근자외선을 볼 수 있어 똥과 영역 표시를 통해 먹이를 찾을 수 있다.
씨 또한 똥에서 발견될 수 있다. 과일을 먹는 동물은 과실식동물로 알려져 있다. 식물이 과일을 가지는 이점은 동물이 과일을 먹고 무의식적으로 씨를 퍼뜨린다는 것이다. 이러한 씨앗 분산 방식은 매우 성공적이다. 왜냐하면 식물의 밑부분에 퍼진 씨앗은 성공할 가능성이 낮고 종종 심한 포식의 대상이 되기 때문이다. 씨앗이 소화계를 통과하는 경로를 견딜 수 있다면, 모식물에서 멀리 떨어져 있을 뿐만 아니라 자체 비료까지 제공받는다.
죽은 유기물이나 유기 분해물을 먹고 사는 유기체는 유기 분해자로 알려져 있으며, 유기물을 식물과 다른 독립영양생물이 다시 흡수할 수 있는 더 단순한 형태로 재활용함으로써 생태계에서 중요한 역할을 한다. 이러한 물질의 순환을 생물지구화학적 순환이라고 한다. 따라서 토양의 영양분을 유지하려면 똥이 원래 있던 지역으로 돌아가는 것이 중요하지만, 음식물이 농촌 지역에서 도시 인구로 운반된 후 똥이 강이나 바다로 버려지는 인간 사회에서는 항상 그런 것은 아니다.

## 인분
개인과 상황에 따라 인간은 하루에 여러 번, 매일, 또는 이틀이나 사흘에 한 번 배변할 수 있다. 이 규칙적인 배변이 며칠 이상 중단될 정도로 똥이 심하게 굳어지는 것을 변비라고 한다.
인간의 똥의 모습은 식단과 건강에 따라 달라진다. 일반적으로 반고체이며, 점액으로 덮여 있다. 쓸개즙과 죽은 적혈구에서 유래하는 빌리루빈의 조합으로 똥은 전형적인 갈색을 띠게 된다.
최초로 배출되는 대변인 태변 이후, 신생아의 대변에는 쓸개즙만 포함되어 있어 황록색을 띤다. 모유 수유 아기는 부드럽고 옅은 노란색이며 그다지 고약한 냄새가 나지 않는 대변을 배출하지만, 아기가 음식을 먹기 시작하고 몸이 죽은 적혈구에서 빌리루빈을 배출하기 시작하면 대변은 익숙한 갈색을 띠게 된다.
사람은 생애의 다른 시기에 다른 색깔과 질감의 대변을 배출한다. 장을 빠르게 통과하는 대변은 녹색을 띠고, 빌리루빈이 부족하면 대변이 점토처럼 보인다.

## 동물 똥의 용도

### 비료
구아노와 두엄 같은 동물의 똥은 종종 비료로 사용된다.

### 에너지
낙타, 들소, 소의 똥과 같은 건조 동물 똥은 많은 나라에서 연료로 태워진다.
대왕판다와 얼룩말과 같은 동물은 바이오 연료를 생산할 수 있는 장내 세균을 가지고 있다. 해당 세균인 브로카디아 아남목시다스는 로켓 연료인 하이드라진을 합성하는 데 사용될 수 있다.

### 분석 (화석) 및 고대 인분
분석 (화석)은 화석화된 똥으로 생흔화석으로 분류된다. 고생물학에서 분석은 동물의 식단에 대한 증거를 제공한다. 1829년 윌리엄 버클랜드가 처음으로 기술했다. 이전에는 "화석 전나무 열매"와 "베조아르석"으로 알려졌다. 분석은 멸종된 유기체의 포식과 식단에 대한 직접적인 증거를 제공하기 때문에 고생물학에서 귀중한 목적을 수행한다. 분석은 몇 밀리미터에서 60센티미터 이상까지 다양하다.
고대 인분은 고대 인분으로, 종종 고고학 발굴이나 조사에서 발견된다. 건조 기후의 동굴이나 보존 조건이 적절한 다른 장소에서 고대인의 온전한 고대 인분이 발견될 수 있다. 이것들은 내부에서 발견되는 씨앗, 작은 뼈, 기생충 알의 분석을 통해 이들을 생산한 사람들의 식단과 건강을 결정하기 위해 연구된다. 똥은 물질을 배출한 사람에 대한 정보뿐만 아니라 물질에 대한 정보도 포함할 수 있다. 또한 지질 (생물학) 분석 및 고대 DNA 분석을 사용하여 배출한 개인에 대한 더 심층적인 정보를 얻기 위해 화학적으로 분석할 수도 있다. 고대 인분에서 사용 가능한 DNA 추출의 성공률은 상대적으로 높아 뼈 DNA 추출보다 더 신뢰할 수 있다.
이러한 분석이 가능한 이유는 소화 시스템이 완전히 효율적이지 않아 소화 시스템을 통과하는 모든 것이 파괴되는 것은 아니기 때문이다. 살아남은 모든 물질이 인식 가능한 것은 아니지만, 일부는 그렇다. 일반적으로 이 물질은 고고학자들이 고대 식단을 결정하는 데 사용할 수 있는 가장 좋은 지표이다. 왜냐하면 고고학 기록의 다른 어떤 부분도 그렇게 직접적인 지표가 아니기 때문이다.
똥을 나중에 분석할 수 있도록 보존하는 과정은 마이야르 반응이다. 이 반응은 똥을 외부 요소로부터 보존하는 당분 껍질을 만든다. 내부에 포함된 정보를 추출하고 분석하기 위해 연구자들은 일반적으로 똥을 얼려서 분석을 위해 가루로 갈아야 한다.

### 다른 용도

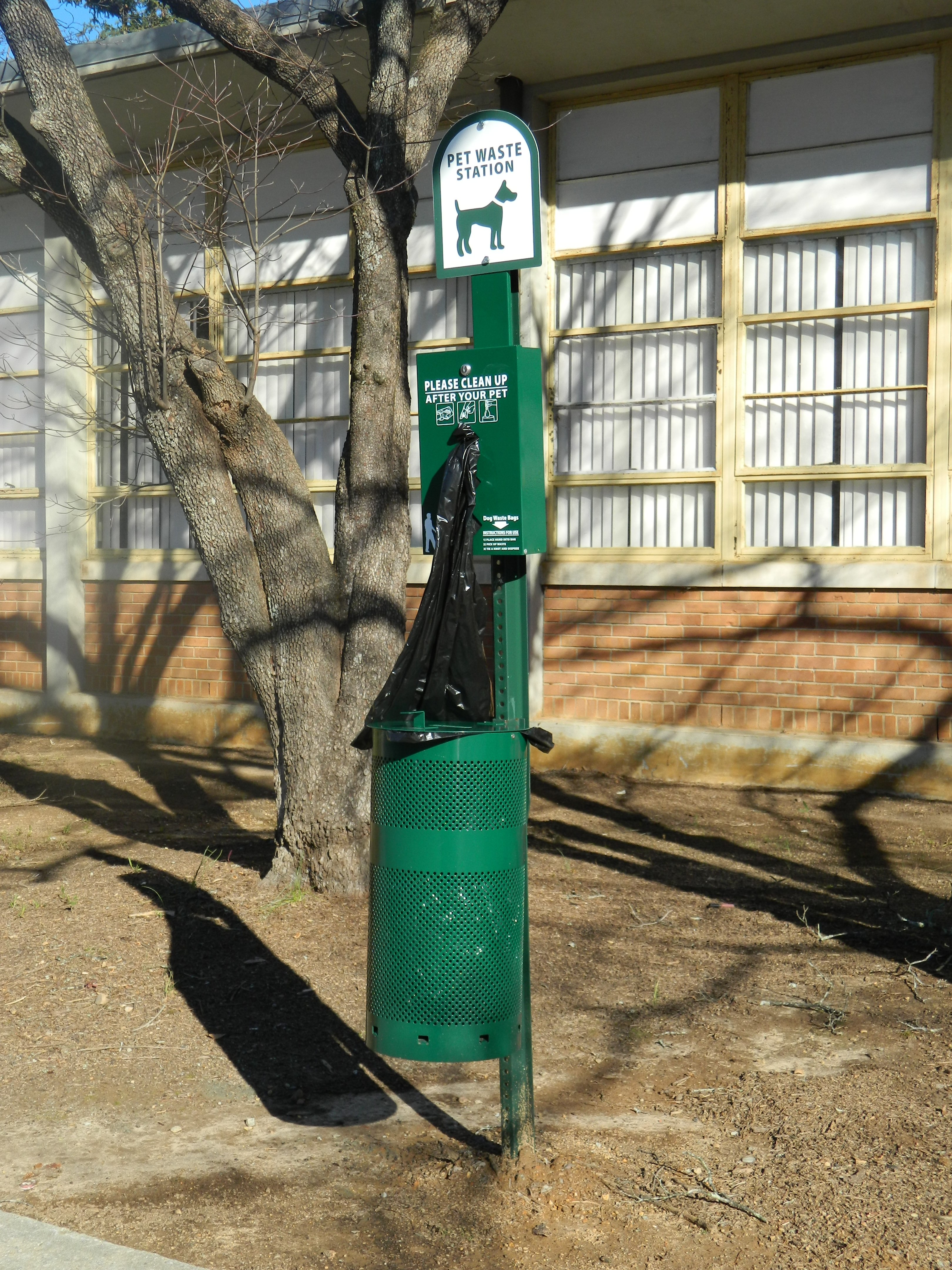
휴스턴 교외, 터커에 있는 애완동물 배설물 처리장

동물 똥은 때때로 어도비(진흙 벽돌) 오두막을 만드는 시멘트로 사용되거나 특히 소와 낙타 똥을 사용하여 던지기 스포츠에 사용되기도 한다.
코피 루왁 또는 사향고양이 커피는 아시아사향고양이(Paradoxurus hermaphroditus)가 먹고 배설한 커피콩으로 만든 커피이다.
대왕판다는 세계에서 가장 비싼 녹차에 비료를 제공한다. 말레이시아에서는 구아바 잎을 먹인 대벌레의 배설물로 차를 만든다.
북부 태국에서는 코끼리가 커피콩을 소화하여 세계에서 가장 비싼 커피 중 하나인 블랙 아이보리 커피를 만드는 데 사용된다. 태국에서는 코끼리 똥으로 종이도 만든다. 하티 차프는 코끼리 똥으로 만든 종이 브랜드이다.
개 똥은 빅토리아 시대 동안 무두질 과정에서 피혁에 사용되었다. "퓨어", "퓨어르", 또는 "퓨어"로 알려진 수집된 개 똥은 물과 섞여 "베이트"라고 알려진 물질을 형성했는데, 이는 개 똥의 단백질 분해 효소가 무두질의 마지막 단계 전에 가죽의 섬유 구조를 이완시키는 데 도움이 되었기 때문이다. 개 똥 수집가들은 퓨어 파인더로 알려졌다.
코끼리, 하마, 코알라, 판다는 무균 상태의 장을 가지고 태어나 식물을 소화하기 위해 어미의 똥을 먹어 세균을 얻어야 한다.
인도에서는 소똥과 소 오줌이 전통적인 힌두교 음료 판차가비아의 주요 재료이다. 정치인 샨카르바이 베가드는 이것들이 암을 치료할 수 있다고 주장했다.

## 사회 및 문화

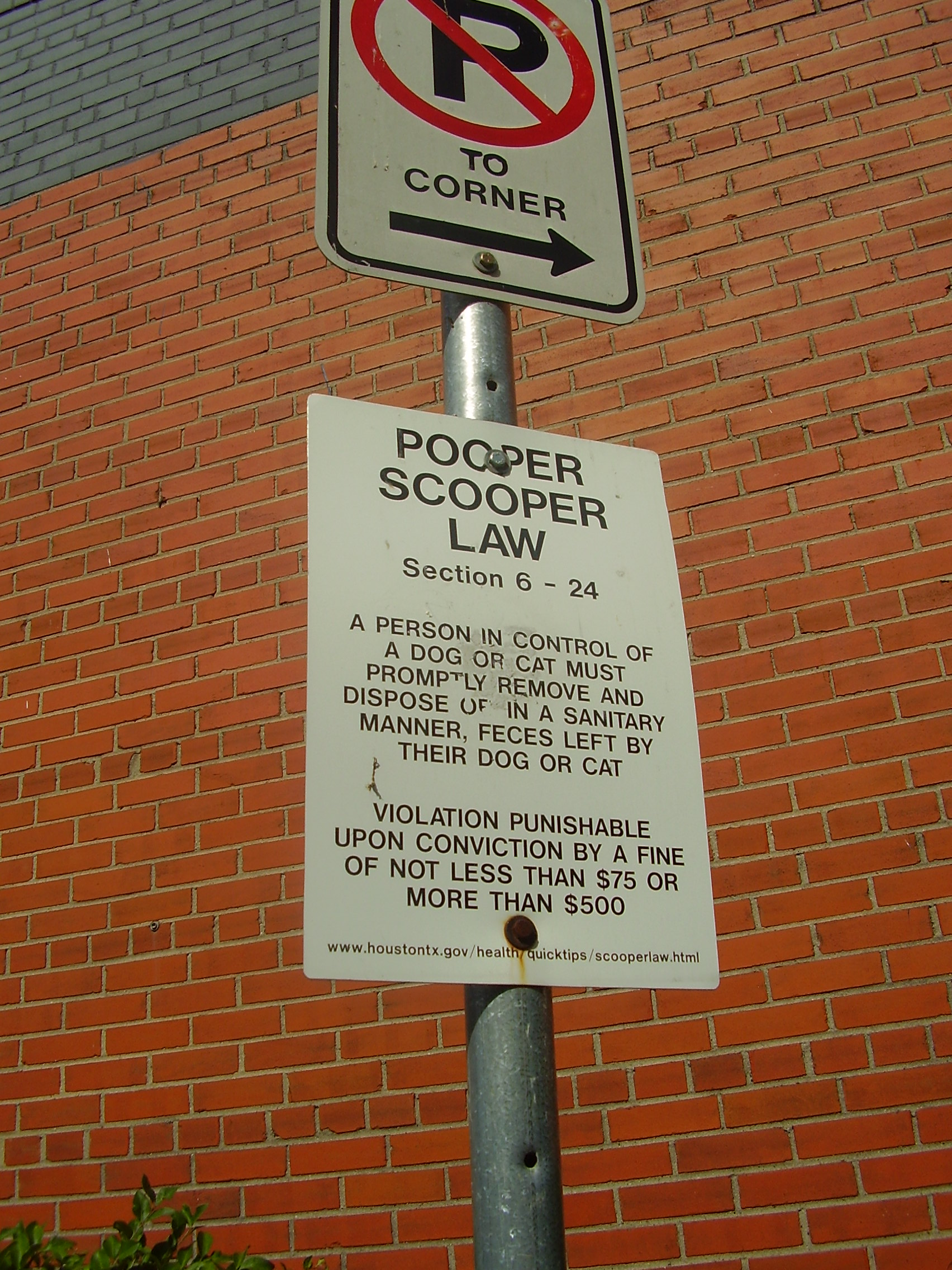
2011년 휴스턴, 텍사스주에서 주인에게 애완동물 배설물을 치우라고 명령하는 표지판

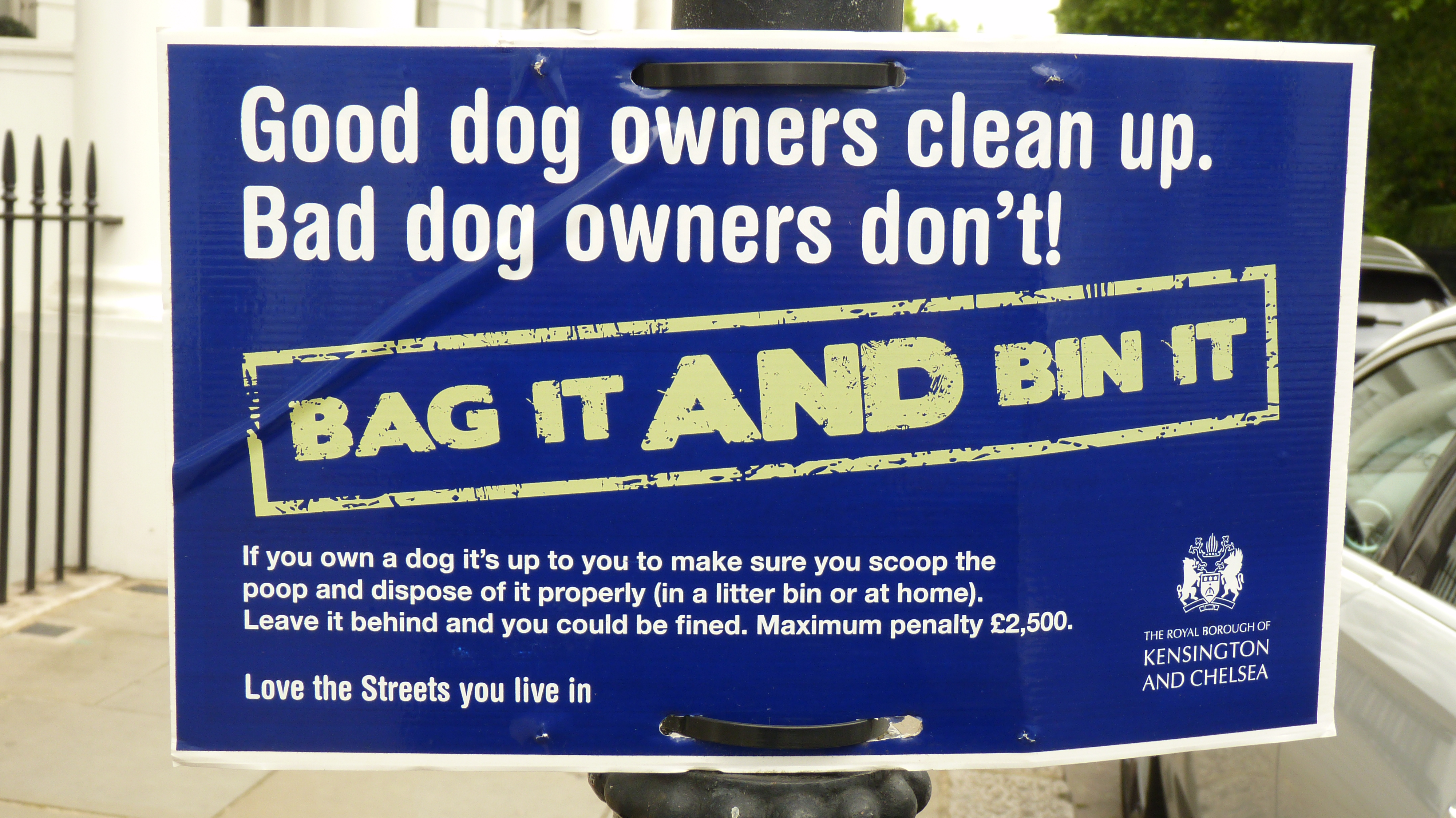
2024년 켄징턴의 표지판

### 혐오감
모든 인간 문화에서 똥은 성인에게 다양한 정도의 혐오감을 유발한다. 두 살 미만의 어린이는 일반적으로 똥에 대해 혐오 반응을 보이지 않는데, 이는 문화적으로 파생된 것임을 시사한다. 똥에 대한 혐오감은 수세식 변소가 인분과의 후각적 접촉을 최소화하는 문화에서 가장 강하게 나타나는 것으로 보인다. 혐오감은 주로 (인지되거나 상상된) 맛에 대한 감각과, 이차적으로 냄새, 촉각, 시각에 의해 유사한 느낌을 유발하는 모든 것에 관련하여 경험된다.

### 소셜 미디어
유니코드에 U+1F4A9 💩 pile of poo로 표현되는 똥 이모지가 있으며, 일본에서는 운치 또는 운치군(うんち君)이라고 불린다.

### 농담
똥은 화장실 유머의 중심이며, 어린 아이들과 십대들의 흥미를 끄는 경우가 많다.

## 같이 보기
- 식분증
- 분변기호증
- 분변균
- 소똥
- 배설계
- 장내 미생물
- 대변마개
- 젠켐
- 두엄
- 대사 노폐물
- 인분 비료
- 분변학
- 고래 똥
- 동물플랑크톤 분변 펠릿